# Фјесо Умбертијано
Фјесо Умбертијано је насеље у Италији у округу Ровиго, региону Венето.
Према процени из 2011. у насељу је живело 3584 становника. Насеље се налази на надморској висини од 8 м.

## Становништво
Према резултатима пописа становништва 2011. у општини је живело 4.275 становника.
| 1951. | 1961. | 1971. | 1981. | 1991. | 2001. | 2011. |
| ----- | ----- | ----- | ----- | ----- | ----- | ----- |
| 6.344 | 4.799 | 4.194 | 4.150 | 4.135 | 4.177 | 4.275 |